# Brestir Sigmundsson
Brestir Sigmundsson (Skúvoy, segle X - Stóra Dímun, ca. 970) va ser un cabdill viking de les illes Fèroe. Apareix com a personatge històric a la Saga dels feroesos.
Beinir havia nascut a l'illa de Skúvoy. Era fill de Sigmund el Vell. Es va unir a Cesilia amb la qui va tenir un dels grans personatges de la història de les Illes Fèroe, Sigmundur Brestisson (961-1005). Juntament amb el seu germà Beinir Sigmundsson, va governar més de la meitat del territori de les Fèroe. Brestir i el seu germà van ser finalment assassinats pels caps rivals Svínoyar-Bjarni i Havgrímur quan es trobaven en una granja de l'illa Stóra Dímun.
El destí dels germans Brestir i Beinir va influir en el desenvolupament històric de les Illes Fèroe. Mentre governaven una de les mesitats de l'arxipèlag, Havgrímur de Hov era el governant de l'altra meitat. Aquesta condició no només tenia una dimensió feroesa local, ja que cadascú havia rebut la seva part de monarques diferentsː mentre els germans Sigmundsson la tenien per una donació que el rei noruec Håkon Jarl els havia fet a Trondheim, Havgrimur havia rebut la seva part de les Illes de Harald II, que governava la resta de Noruega.
Després de la disputa entre Einar i Eldjarn el 969, Brestir i Beinir van defensar amb èxit davant del Løgting al membre de la seva família i el seu company d’armes Einar. Com a represàlia, el 970 Havgrímur va forjar un maquinar un complot contra els dos germans que va acabar amb el seu assassinat.